# Кокшетауские озёра
Кокшета́уские озёра (каз. Көкшетау көлдері) — группа озёр в Казахстане, на территории Кокшетауской возвышенности.
Кокшетауские озёра расположены на абсолютной высоте от 200 до 500 м. Общая площадь их составляет 3434 км². Котловины тектонического происхождения, берега гранитные, скалистые, местами поросшие сосновым лесом. Озёра пресные, глубокие, никогда не пересыхают и часто проточные.
Наиболее известны озёра: Боровое, Щучье, Большое, Малое Чебачье (т. н. Боровые озёра); Зеренда, Имантау, Айдабуль, Копа, Шалкар, целебные: Майбалык, Балпашсор. Питаются снеговыми водами; уровень и площадь изменчивы. На перешейке между озером Боровое и Большое Чебачье находится курорт Бурабай.